# Семен Ялинський
Семе́н Яли́нський († після 1695) — український друкар, словолитник і гравер віленської школи.
Спочатку писар архієпископа Лазаря Барановича, згодом технічний керівник його друкарень — новгород-сіверської (1674—1679) і чернігівської (1679 — близько 1684). Крім богослужбових і літературних полемічних та моралістичних творів Лазаря Барановича та інших українських письменників, друкував навчальні посібники: граматики, елементарі та часословці. Заставки-ілюстрації підписував монограмою CM.
Цікаві для історії українського друкарства «Пункти», складені Ялинським, які нормували його взаємовідносини з Лазарем Барановичем. Це було пов'язано з тим, що Ялинський при організації друкарень не вклався у виділені кошти й вимагав нових. 